# Maximum illud
Apoštolský list Maximum illud je dokument papeže Benedikta XV. z 30. listopadu 1919, který řeší otázku katolických misií ad gentes po první světové válce. Benedikt XV. ve svém listě vyzval k přehodnocení církevní misie, jejímu očištění od koloniálního nánosu a upuštění od nacionalistických a výbojných záměrů, které byly příčinou mnoha škod. 
Papež František v dopise kardinálu Filonimu, prefektovi Kongregace pro evangelizaci národů, ze dne 22. října 2017, v souvislosti se stým výročím jeho vydání, vyhlásil konání mimořádného misijního měsíce v říjnu roku 2019. 